# Parco naturale di Tamadaba
Il parco naturale di Tamadaba o pinar di Tamadaba è un'area naturale protetta spagnola situata nel nord-est dell'isola di Gran Canaria, provincia di Las Palmas, Canarie, Spagna. È stato designato parco naturale dal 1986 e approvato come tale nel 1987 per decreto. Dal 7 luglio 2019, accoglie la maggior parte del Paesaggio culturale di Risco Caído e le montagne sacre di Gran Canaria, nominato Patrimonio dell'umanità dell'UNESCO.

## Geografia

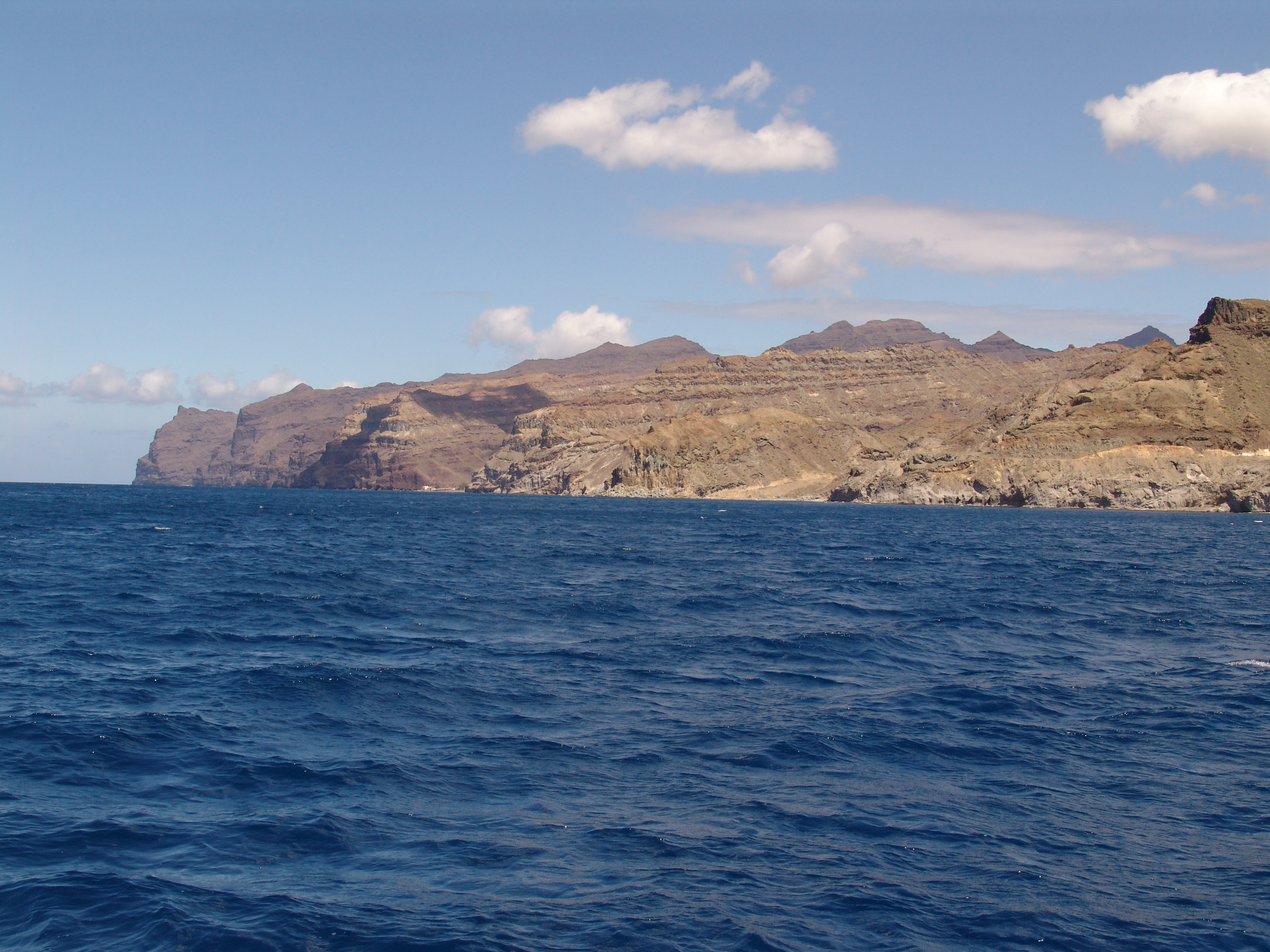
Costa ovest di Gran Canaria. Le scogliere appartengono al parco.

Il territorio si distingue per una rete unica di anfratti, rupi e massicci, divisi da interfluvi e valli. L'erosione, quindi, è stata la caratteristica dominante che ha modellato il paesaggio, portando il primitivo altopiano centrale a ridursi in più settori con ristrette divisioni tra i burroni.
Le coste di Gran Canaria sono poco frastagliate e la maggioranza delle baie sono poco pronunciate, i promontori sono poco numerosi, e i più importanti sono L'Isleta, Punta di Arinaga, Punte di Sardina e Galdar, e Punta del Villaggio.
Nell'area di Tamadaba si trova una delle pinete naturali meglio conservate dell'isola, con notevole efficienza nella cattura idrologica, come testimoniato dalla presenza di numerose dighe artificiali nel suo territorio. Altri biosistemi ben conservati sono quelli degli anfratti e dei terreni coltivati a cardi e tabacco delle zone basse, oltre agli habitat delle scarpate.
Nelle scogliere di Guayedra ci sono diverse specie minacciate, alcune delle quali esclusive di questo luogo. Inoltre, alcune specie di uccelli, endemiche e minacciate, trovano nelle pinete aree di nidificazione ideali. Dal punto di vista culturale spiccano anche alcuni borghi isolati, nonché l'importanza archeologica di aree come El Risco e la valle della Guayedra.

## Flora

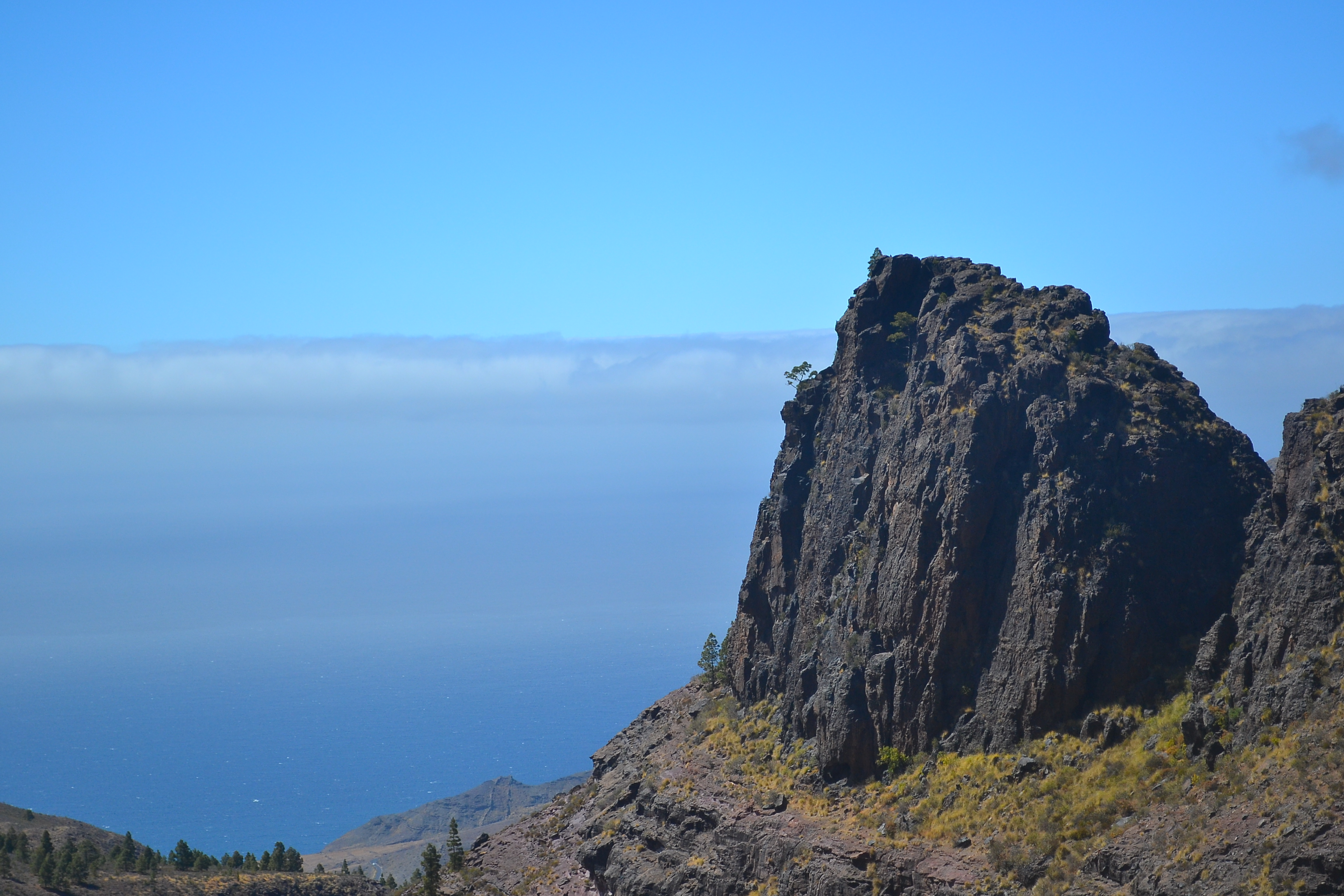
Vertici del massiccio con macchie disperse di pino canario.

Dentro l'ambito territoriale del parco esiste una grande varietà di habitat nei quali si sviluppano comunità vegetali di notevole valore ecologico e più di 200 specie. Fino a 16 di questi habitat sono considerati prioritari dalla Direttiva Habitat per la presenza della forte componente endemica e per le specie in pericolo di conservazione.
Dentro gli endemismi esistono 6 specie che sono esclusive del parco e la maggiore parte di esse sono specie rupicole, 33 endemismi di Gran Canaria dove spicca la magarza di Lid (Argyranthemum lidii), la mosquera di Tamadaba (Globularia ascanii), il tomillón di Tamadaba (Micromeria pineolens), il crestagallo del pinar (Isoplexis isabelliana), la fistulera di Gran Canaria (Scrophularia calliantha) o il lechugón di Sventenius (Sventenia bupleuroides) e 64 endemismii dell'arcipelago canario. Più di 50 taxoni sono minacciati da degradazione del mezzo naturale. Di loro 17 sono catalogati come vulnerabili e 9 in pericolo di estinzione.
Le zone basse e asciute del massiccio di Tamadaba in generale sono ricoperte da comunità di Phoenix canariensis mentre le zone più umide, orientate a nord con l'influsso dei venti alisei, presentano estese di Pinus canariensis. I palmeti di maggior valore ecologico del parco sono di origine naturale o seminaturale in conseguenza dell'utilizzo agricolo dei palmeti locali. Appaiono associati al cornical (Periploca laevigata), al taxigo (Rubia fruticosa), al balo (Plocama pendula) e all'albero del drago  (Dracaena draco). Questa comunità appare nel burrone delle case di Furel, vicino al burrone di Tifaracas, a El Risco e a Guayedra.

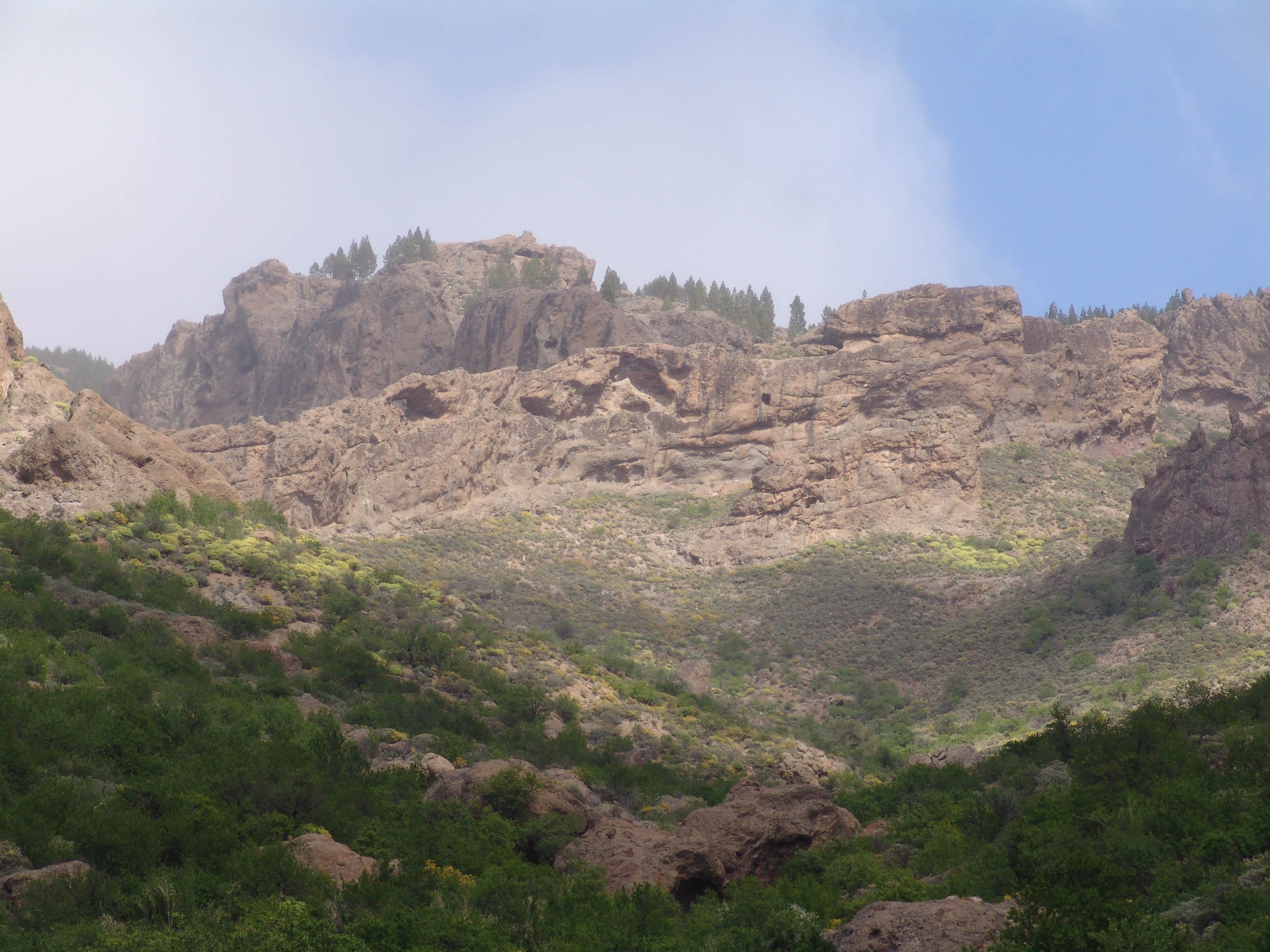
Le pinete nelle montagne.

Le pinete umide possiedono un sottobosco formato dall'olivillo (Phillyrea angustifolia), dal brezo (Erica arborea), dall'acebiño (Ilex canariensis), dal tomillón (Micromeria pineolens) e residui della foresta di laurisilva di madroño canario (Arbutus canariensis) e alloro (Laurus novocanariensis). Questa pineta umida, unica nell'arcipelago, appare nell'area delimitata dal Lomo di Faneque, il Picco di Tamadaba e il Lomo della Cañada di Cho Marco. Le aree medio-basse, situate su pendii morbidi con suoli non esposti all'influenza salinizzante del mare, sono occupate da  Euphorbia canariensis che forma comunità xerófile.

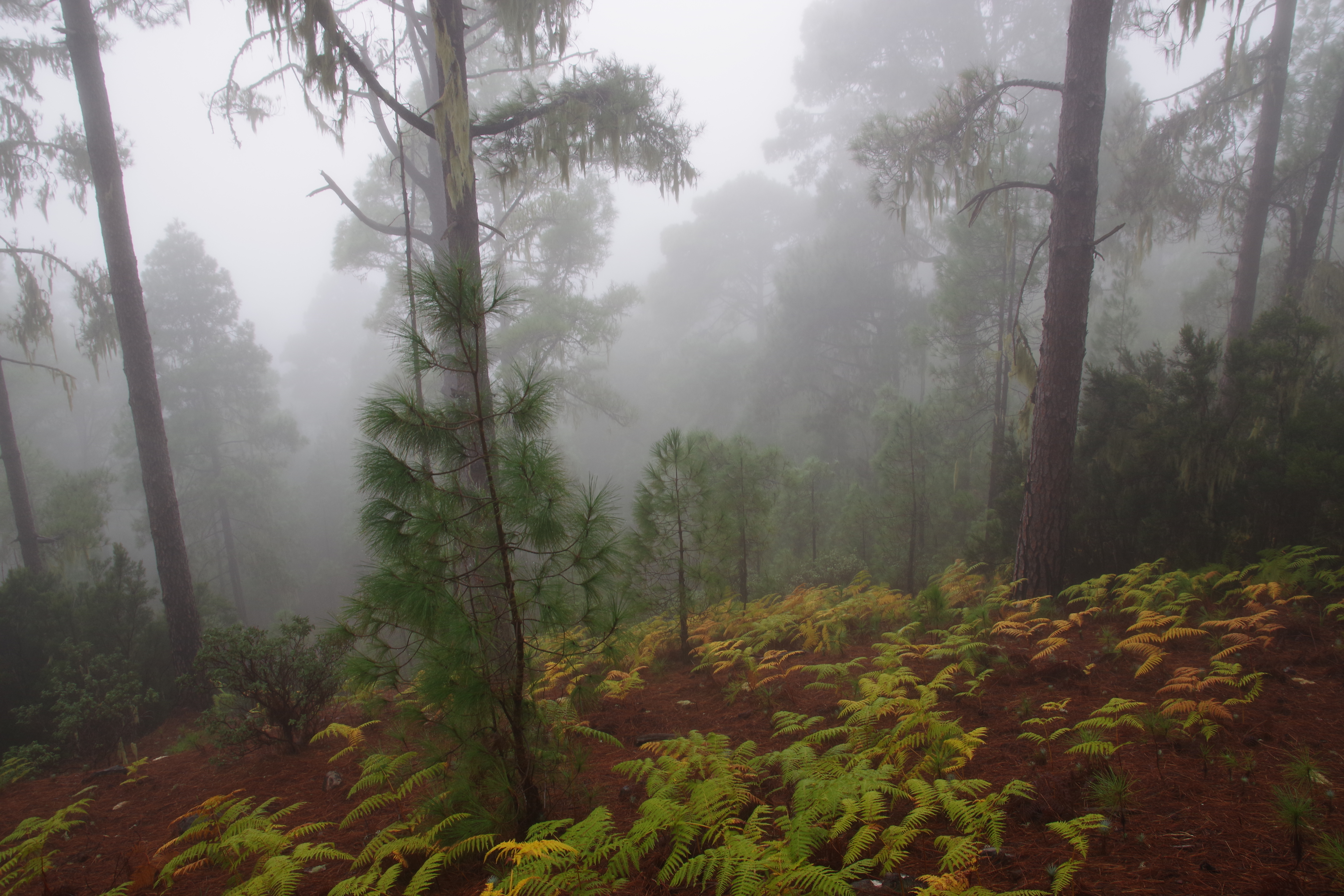
Foresta nel parco naturale di Tamadaba.

Ovunque possa svilupparsi appare una macchia termosclerofila con almacigali e palmeti nelle zone vicine alle valli, conCistus monspeliensis e Genista linifolia, più ricche di specie e dove possono comparire occasionalmente esemplari di ginepro (Juniperus turbinata) e Dracaena draco. In queste pinete umide esiste una grande diversità di funghi, il 66% delle quasi 150 specie registrate nel parco è costituito da Cystoderma terrei var. nogalesii, Boletopsis subsquamosa, Galera marginata e Lactarius deliciosus.
Nei burroni vicini ai corsi di acqua appaiono palmeti di Phoenix canariensis, tarajal di Tamarix canariensis nel burrone del Risco e nell'Aguadulce, e in punti isolati possono comparire piccole formazioni di almácigos di Pistacia atlantica e alcuni esemplari di cedro canario (Juniperus cedrus), molto raro nell'isola.

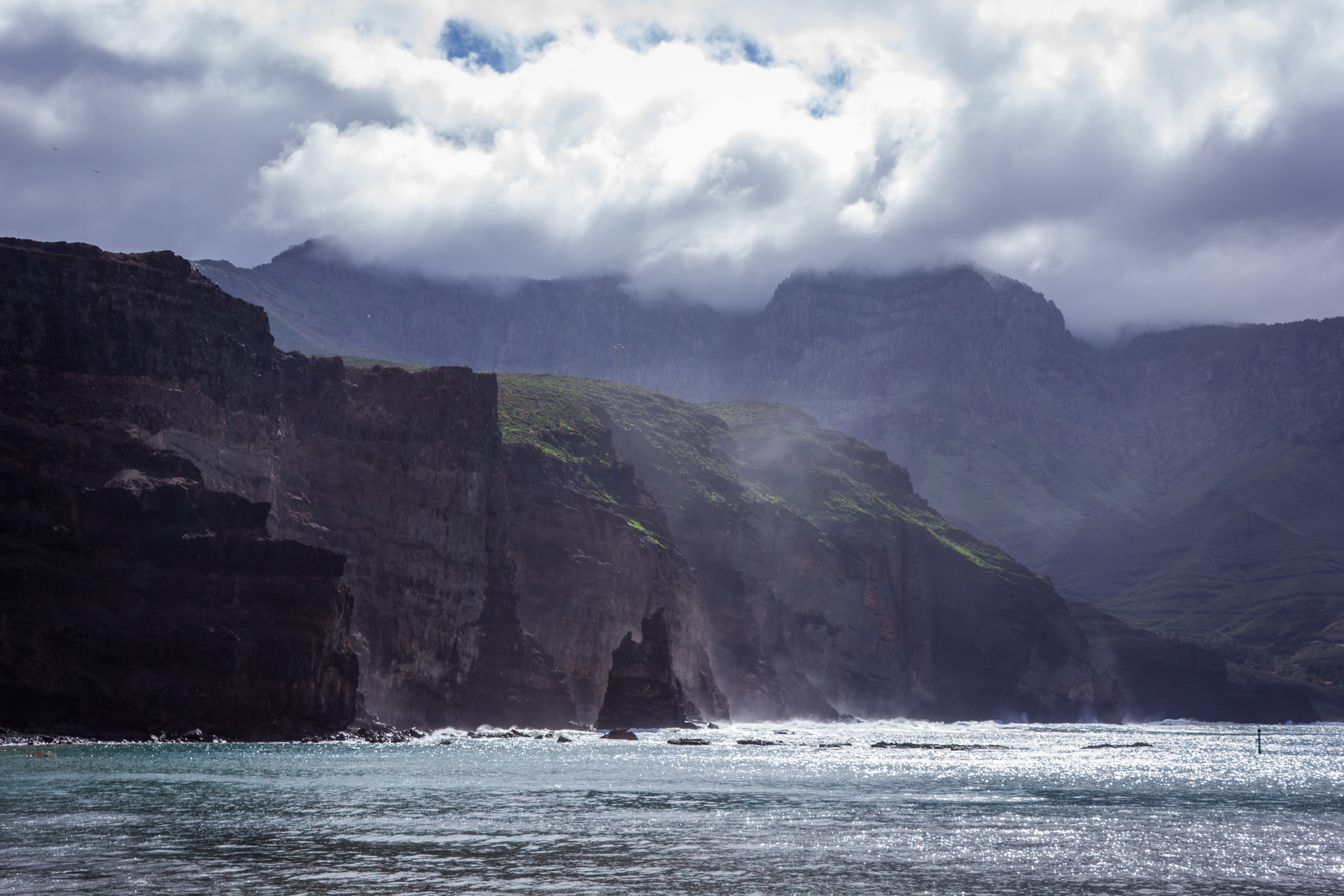
Scogliere della punta del Dito di Dio viste dal porto di Agaete.

Vicino alla costa appaiono il tabaibal dolce di Euphorbia balsamifera, il tabaibal di tolda (Euphorbia aphylla) e le comunità rupícole di Camptoloma canariense. In queste comunità serico-alofite, molto influenzate dall'aerosol marino e dall'alta salinità, appare la maggiore percentuale di endemismi locali che occupano un'area di importante estensione tra la punta del Dito di Dio e la spiaggia del Corvo, e nella Punta delle Sabbie. Le comunità litofite presenti arrivano a raggiungere i 600 metri di altitudine nella zona di Andén Verde e in esse si distingue la presenza di sempreverdi (Limunium benmageci), senape di Guayedra (Descurainia artemisioides) e colderrisco di Tamadaba (Crambe tamadabensis).
Lungo le spiagge litorali, specialmente nella Estancia del Manso e nella Punta delle Sabbie, si sono formate delle dune mobili che non arrivano a stabilizzarsi per l'azione del vento e la sabbia depositata penetra per diversi metri all'interno. In queste zone sabbiose si sviluppa una comunità psammofila dove predomina la comunità denominata matorral di uvilla di mare con varie specie del genere Frankenia, l'uva di mare (Zygophyllum fontanesii), il matomoro comune (Suaeda vera), lo spino di mare (Lycium intricatum), l'aulaga (Launaea arborescens), la servilleta (Astydamia latifolia) e la sempreverde di mare (Limonium pectinatum).

## Fauna
Anche la fauna è molto interessante, specialmente i volatili e i rettili. Tra i volatili emergono due gioielli dell'avifauna canaria come il picco picapinos grancanario (Dendrocopos major sbsp. thanneri) e del pinzón blu (Fringilla polatzeki) di Gran Canaria, ma in realtà Tamadaba accoglie la maggioranza dei volatili presenti in questa isola. Non risulta difficile osservare, sopra i pini, delle coppie di aquile (Buteo buteo sbsp. insularum), tranquille o molestate dai cernícai (Falco tinnunculus), e con un po' di fortuna e attenzione è possibile notare gli scatti metallici di una coppia di falchi pellegrini  (Falco peregrinus) o nel volo rapido i sagaz del gavilán (Accipiter nisus). Tra i rami dei pini si trovano più varietà di uccelli: fraileras  (Parus caeruleus), horneros (Phylloscopus canariensis) o alcaudones (Lanius meridionalis), negli stagni e nelle sorgenti le alpispas (Motacilla cinerea sbsp. canariensis), indeciso nelle radure il bisbita caminero (Anthus berthelotii) e di tanto in tanto, sorvolando le scogliere o tra i pini, un corvo  (Corvus corax), in declino negli ultimi decenni.
In tutta l'area del parco, ma specialmente nelle zone basse, si possono osservare il lagarto gigante grancanario (Gallotia stehlini) e la liscia di coda verde o blu (Chalcides sexlineatus). Gli invertebrati, molto più numerosi ma più difficili di percepire, presentano un alto grado di endemismo, da quelli ampiamente rappresentati come il saltamontes áptero grancanario (Acrostira tamarani) fino allo scarabeo endemico (Pimelia estevezi), esclusivo della spiaggia fossile di Punta delle Sabbie.
Il parco naturale di Tamadaba include nella sua fauna 8 specie e 2 subspecie endemiche della Gran Canaria e 11 della Macaronesia.

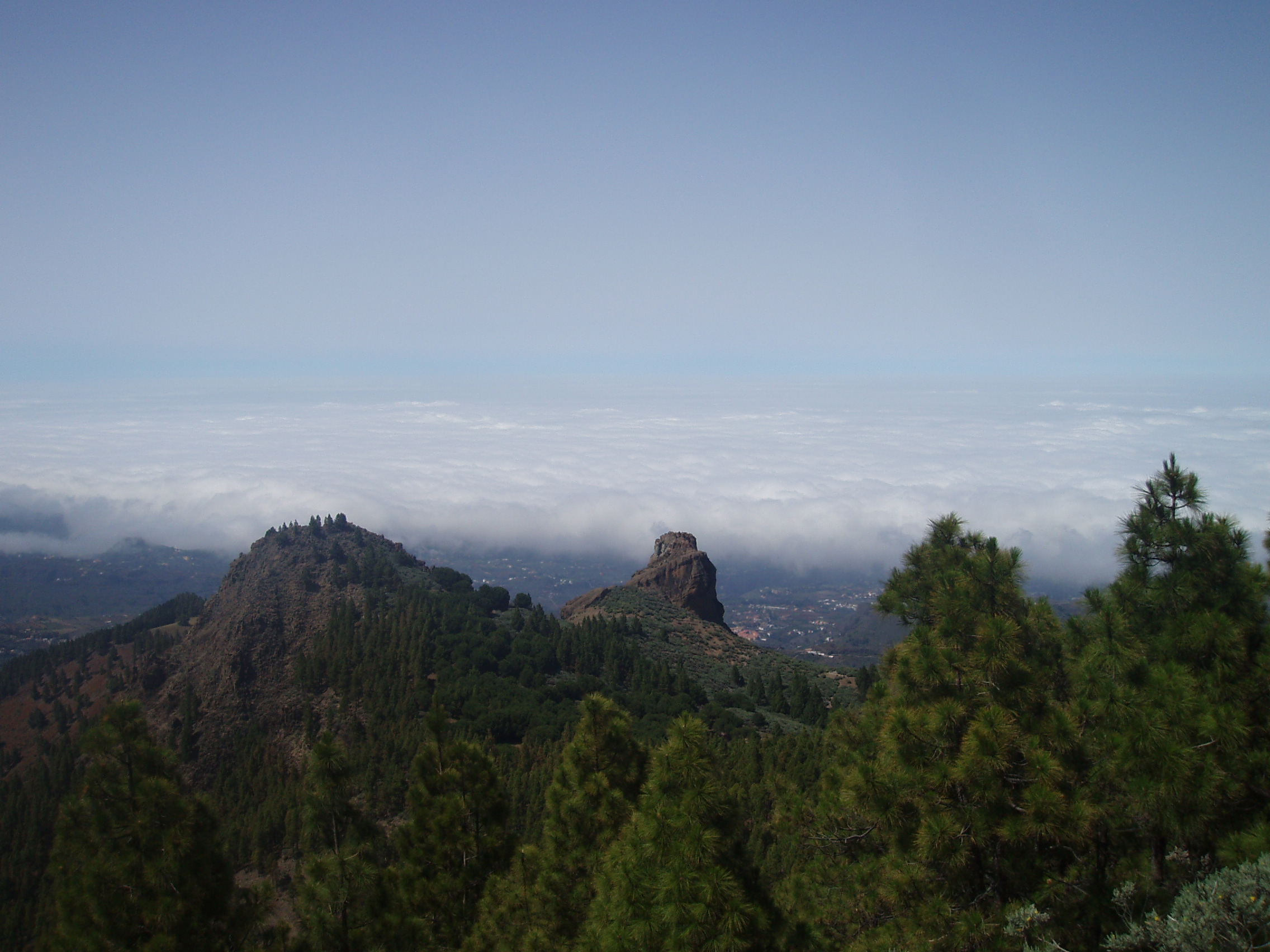
Veduta dalla Roque del Saucillo.

## Altre protezioni
Tutto lo spazio, eccettuato un settore nella località del Risco, è considerato come area di sensibilità ecologica. Questo spazio è stato dichiarato zona di speciale protezione per i volatili relativa alla Conservazione dei volatili selvatici. Il settore costiero, dal  villaggio di La Aldea de San Nicolás fino ad Agaete è considerato punto di interesse geologico perché permette di "visualizzare la parte esteriore della caldera di Tejeda, con zone di alterazione idrotermale (I Bruciati) e campioni della faccia salica che ha tracimato la caldera (El Risco)".